# Need You Tonight
«Need You Tonight» es el vigésimo disco sencillo del grupo australiano de rock INXS, el primero desprendido de su sexto álbum de estudio Kick de 1987, es la cuarta canción de dicho álbum. Se trata del primer sencillo de la banda en alcanzar el primer puesto en la lista Billboard Hot 100, además de conseguir su máxima posición, como número dos, en el UK Singles Chart. Mientras que finalmente se convertiría en uno de los sencillos más representativos de la banda, fue una de las últimas canciones en ser grabadas para el álbum.
Es el tercer sencillo de INXS certificado como disco de oro en Australia, y por primera vez en Reino Unido.
En febrero de 2014, después de la emisión de la miniserie INXS: Never Tear Us Apart en el canal de televisión Channel 7, "Need You Tonight" volvió a estar presente en las listas en Australia, alcanzando el puesto 28 en el ARIA Singles Chart.
En enero de 2018 la emisora de radio Triple M publicó la lista 'most Australian' con "Need You Tonight" en el puesto 69.

## Contexto
En la autobiografía oficial de INXS, INXS: Story to Story, Andrew Farriss dijo que el famoso riff de la canción apareció de repente en su mente mientras esperaba un taxi para ir al aeropuerto, y desde allí partir a Hong Kong. Le pidió al taxista que esperase un par de minutos mientras traía algo de la habitación de su motel. En realidad, fue a grabar el riff y regresó una hora más tarde con una cinta, encontrando al taxista sumamente furioso. Ese riff fue descrito más tarde como una mezcla entre la música de Keith Richards y Prince.
En el álbum Kick, la canción está enganchada a la siguiente, titulada "Mediate" o "Meditate" dependiendo del álbum. En algunos compilados, ambos temas aparecen juntos y en otros solo aparece "Need You Tonight" ("Mediate" aparece sola muy raramente).

## Video musical
La canción es también notable por su video musical, en el que se combinaron imágenes reales con diferentes tipos de animación. Dirigido por Richard Lowenstein, el video mezcló "Need You Tonight / Mediate", y promocionó las dos canciones del álbum. En "Mediate", puede apreciarse un tributo a la canción de Bob Dylan "Subterranean Homesick Blues". Los miembros de la banda muestran carteles con palabras de la canción. En medio de la canción se muestra una tarjeta con una "fecha especial", la cual se lee como "9-8-1945". Esto se refiere al 9 de agosto de 1945, la fecha en la cual la bomba atómica fue arrojada sobre Nagasaki, Japón. Ya que la fecha se encuentra en el formato australiano, con el día primero y el mes segundo, los televidentes estadounidenses confunden la fecha con el 8 de septiembre de 1945.
El video obtuvo cinco MTV Video Music Awards incluyendo "Video musical del año", y ocupó el vigésimo primer puesto en el ranking de los cien mejores videos de todos los tiempos llevado a cabo por MTV.

## Versiones
- La cantante canadiense Jacynthe grabó esta canción en 2003 para su álbum Seize the Day.
- Lostprophets incluyeron la canción en su sencillo "The Fake Sound of Progress".
- La banda portuguesa The Room 74 grabó la canción en 2005 para su álbum Metrosexual, dándole un estilo funk completamente nuevo.
- DJ McSleazy produjo una memorable mezcla de esta canción, combinándola con "I've Got You Under My Skin" de Neneh Cherry. El resultado se tituló "Got your cherry tonight", y fue emitido por MTV.
- Crimpshrine realizó una versión en vivo de esta canción en el Benecia By the Bay Compilation.
- Liv Tyler estrenó una versión de esta canción como promoción de Givenchy.
- El 10 de abril de 2012, el grupo español Dover estrenó una versión de esta canción.
- Richard Cheese realizó una versión del tema (que incluye también "Mediate") en su disco "Black in Black Tie".
- En 2014, la cantante australiana Kylie Minogue incluyó un cover de la canción como parte de su Kiss Me Once Tour.
- También en 2014 el grupo Level 42 realizó una versión del tema para el compilado BBC Radio 2 Sounds of the 80´s.
- En 2014, el grupo de musica electronica Night Club incluyó un cover de la canción en su EP Black Leather Heart.
- En 2015 el DJ Roger Vera AOL y la fan page  Kylie AOL realizaron un mash up de la versión original a la que sumaron la de Kylie rebautizándola como I need you tonight Kylie feat Michael Hutchence AOL studio.

## Formatos
Formatos del sencillo.
En disco de vinilo de 7"
7 pulgadas. 1987 WEA 7-258181 . 1987 WEA P-2337 . 1987 Mercury 888 813-7  /  /  /  /  /  / . 1987 Atlantic 7-89188  Atlantic 78 91887 
| Lado A |                    |                                    |          |  |
| N.º    | Título             | Escritor(es)                       | Duración |  |
| 1.     | «Need You Tonight» | Andrew Farriss y Michael Hutchence | 3:01     |  |

| Lado B |                     |              |          |  |
| N.º    | Título              | Escritor(es) | Duración |  |
| 1.     | «I'm Coming (Home)» | Tim Farriss  | 4:54     |  |

En disco de vinilo de 12"
12 pulgadas. 1987 WEA 0-258181 . 1987 Mercury 888 813-1  /  /  /  / . 1987 Atlantic 0-86645  Atlantic 78 66450 
| Lado A |                    |                                    |          |  |
| N.º    | Título             | Escritor(es)                       | Duración |  |
| 1.     | «Need You Tonight» | Andrew Farriss y Michael Hutchence | 3:01     |  |

| Lado B |                     |                |          |  |
| N.º    | Título              | Escritor(es)   | Duración |  |
| 1.     | «Mediate»           | Andrew Farriss | 2:32     |  |
| 2.     | «I'm Coming (Home)» | Tim Farriss    | 4:54     |  |

En CD
| CD 1987 Mercury Records 888 813-2 |                     |                                    |          |  |
| N.º                               | Título              | Escritor(es)                       | Duración |  |
| 1.                                | «Need You Tonight»  | Andrew Farriss y Michael Hutchence | 3:01     |  |
| 2.                                | «Mediate»           | Andrew Farriss                     | 2:32     |  |
| 3.                                | «I'm Coming (Home)» | Tim Farriss                        | 4:54     |  |

| Mini CD 1988 WEA 10SW-2 |                             |                                    |          |  |
| N.º                     | Título                      | Escritor(es)                       | Duración |  |
| 1.                      | «Need You Tonight»          | Andrew Farriss y Michael Hutchence | 3:01     |  |
| 2.                      | «I'm Coming (Home)» (Remix) | Tim Farriss                        | 4:11     |  |

| CD 5" 1988 Mercury Records 080 394-2 |                     |                                    |          |  |
| N.º                                  | Título              | Escritor(es)                       | Duración |  |
| 1.                                   | «Tiny Daggers»      | Andrew Farriss y Michael Hutchence | 3:29     |  |
| 2.                                   | «Mediate»           | Andrew Farriss                     | 2:32     |  |
| 3.                                   | «I'm Coming (Home)» | Tim Farriss                        | 4:54     |  |
| 4.                                   | «Need You Tonight»  | Andrew Farriss y Michael Hutchence | 3:01     |  |

## En las listas
| Lista (1987-1989)                                 | Mejor posición  |
| ------------------------------------------------- | --------------- |
| Australian Singles Chart                          | 3               |
| Austrian Singles Chart                            | 16              |
| French SNEP Singles Chart                         | 10              |
| Belgian Singles Chart                             | 9               |
| Dutch Singles Chart                               | 12              |
| German Singles Chart                              | 16              |
| Irish Singles Chart                               | 2               |
| FIMI Italia                                       | 8               |
| Recorded Music NZ                                 | 3               |
| UK Singles Chart                                  | 2               |
| U.S. Billboard Hot 100                            | 1               |
| U.S. Billboard Hot Dance Club Play                | 7               |
| U.S. Billboard Hot Dance Music/Maxi-Singles Sales | 10              |
| U.S. Billboard Hot Mainstream Rock Tracks         | 2               |
| U.S. ARC Weekly Top 40                            | 1               |
| Ranking (2005-2006)1                              | Máxima posición |
| U.S. Billboard Hot Dance Club Play 1              | 16              |
| U.S. Billboard Hot Dance Club Play 2              | 40              |

1 Static Revenger/Koishii & Hush Mixes

2 Remixes

### Sucesión en listas
| Anterior: «The Way You Make Me Feel» de Michael Jackson | Billboard Hot 100 — Sencillo Nro 1 30 de enero de 1988 — 5 de febrero de 1988 | Siguiente: «Could've Been» de Tiffany |